# Prešov
Prešov (mađ. Eperjes, njem. Eperies) je grad u Prešovskom kraju u istočnoj Slovačkoj. Grad je upravno središte Okruga Prešov i Prešovskog kraja. 

## Zemljopis
Prešov leži na nadmorskoj visini od 250 metara i zauzima površinu od 70,4km2, nalazi se na istočnoj Slovačkoj, na sjevernom dijelu Košičke doline, na ušću rijeke Sekčov u Torysu. Susjedni grad Košice udaljene je 34 km južno, od granice s Poljskom udaljen je 50 km, dok je od glavnog grada Slovačke Bratislave udaljen 410 km.

## Povijest
Postojanje života na području Prešova zabilježeno je još u paleolitiku. Najstariji otkriveni alati i mamutske kosti su od prije 28.000 godina. Stalno naselje datira iz 8. stoljeća.
Do kraja 11. stoljeća grad je postao dio Ugarske, a Mađari su naselili grad. Prema legendi današnji grad je osnovao 1132. Bela II. Slijepi. Prvi pisani zapis o Prešovu datira iz 1247. u dokumentu Bela IV.  U 15. stoljeću Prešov je pristupio savezu pet gradova istočne Slovačke (Bardejov, Levoča, Košice, Prešov, i Sabinov).
Godine 1870. izgrađena je željeznica iz Košica do Prešova. Krajem 19. stoljeća, grad uveo struju, telefon, telegraf i kanalizaciju. 1887. požar uništio veliki dio grada. Godine 1918. Prešov je postao dio nove države Čehoslovačke.
1919. godine Prešov postaje glavnim gradom kratkotrajne Slovačke Sovjetske Republike.

## Stanovništvo
| Godina:     | 1994.  | 2004.   | 2014.   | 2024.   |
| ----------- | ------ | ------- | ------- | ------- |
| Broj ljudi: | 92 013 | 91 767  | 90 187  | 81 702  |
| Razlika:    |        | -0,26 % | -1,72 % | -9,40 % |

| Godina:     | 2023.  | 2024.   |
| ----------- | ------ | ------- |
| Broj ljudi: | 82 286 | 81 702  |
| Razlika:    |        | -0,70 % |

Grad Prešov je  2005. godine imao 91.621 stanovnika. Po etničkoj pripadnosti: 
- Slovaci – 93,7 %,
- Romi – 1,4 %,
- Rusini – 1,2 %,
- Ukrajinci – 1,1 %,
- Česi – 0,8 %,
- Mađara – 0,2 %.[6]

Po vjeroispovijesti najviše je rimokatolika 66,8 %, ateista 13,6 %, grkokatolika 8,9 %, luterana, 4,8 % i pravoslavaca 1,68 %.

## Gradovi prijatelji
- Prague 10, Češka
- Nyíregyháza, Mađarska
- Keratsini, Grčka
- La Courneuve, Francuska
- Mukacheve, Ukrajina
- Pittsburgh, Pennsylvania, SAD
- Remscheid, Njemačka
- Rishon LeZion, Izrael

## Vanjske poveznice
- Službena stranica grada (sl.)

### Ostali projekti
|  | Zajednički poslužitelj ima još gradiva o temi Prešov |